# Come Back and Stay
Come Back and Stay is een nummer van de Amerikaanse muzikant Jack Lee uit 1981, in 1983 gecoverd door de Britse zanger Paul Young als derde single van zijn eerste soloalbum No Parlez uit 1983. Op 2 september dat jaar werd het nummer op single uitgebracht.

## Achtergrond
De versie van Jack Lee werd nergens een hit, terwijl de uitvoering van Paul Young uit 1983 daarentegen een wereldwijde hit werd. De plaat wist in Youngs thuisland het Verenigd Koninkrijk de 4e positie te beteiken in de UK Singles Chart. In Ierland werd de 3e positie bereikt, Australië de 18e, Nieuw-Zeeland, Duitsland en Zwitserland de nummer 1-positie, Zweden de 16e en in Frankrijk de 5e positie. 
In Nederland was de plaat op vrijdag 28 oktober 1983 Veronica Alarmschijf op Hilversum 3 en werd een gigantische hit in de destijds drie landelijke hitlijsten op de nationale publieke popzender. De plaat bereikte de tweede positie in zowel de Nederlandse Top 40, Nationale Hitparade en de TROS Top 50. In de Europese hitlijst op Hilversum 3, de TROS Europarade, werd de 3e positie bereikt.
In België bereikte de plaat de nummer 1-positie in zowel de voorloper van de Vlaamse Ultratop 50 als  
de Vlaamse Radio 2 Top 30. In Wallonië werd géén notering behaald.
In de sinds december 1999 jaarlijks uitgezonden NPO Radio 2 Top 2000 van de Nederlandse publieke radiozender NPO Radio 2, stond de plaat tot nu toe alleen van 1999 tot en met 2003 genoteerd, met als hoogste notering een 1045e positie in 1999.

## NPO Radio 2 Top 2000
| Nummer met noteringen in de NPO Radio 2 Top 2000 | '99  | '00  | '01  | '02  | '03  |
| ------------------------------------------------ | ---- | ---- | ---- | ---- | ---- |
| Come Back and Stay                               | 1045 | 1090 | 1554 | 1956 | 1852 |

1. ↑  Een vetgedrukt getal geeft de hoogste notering aan.
2. ↑  Deze tabel is bijgewerkt tot en met de laatste editie (2024).